# Fusinus
Fusinus – rodzaj morskich, drapieżnych ślimaków z rodziny Fasciolariidae, grupujący gatunki o małych i średnich wymiarach ciała.

## Cechy morfologiczne

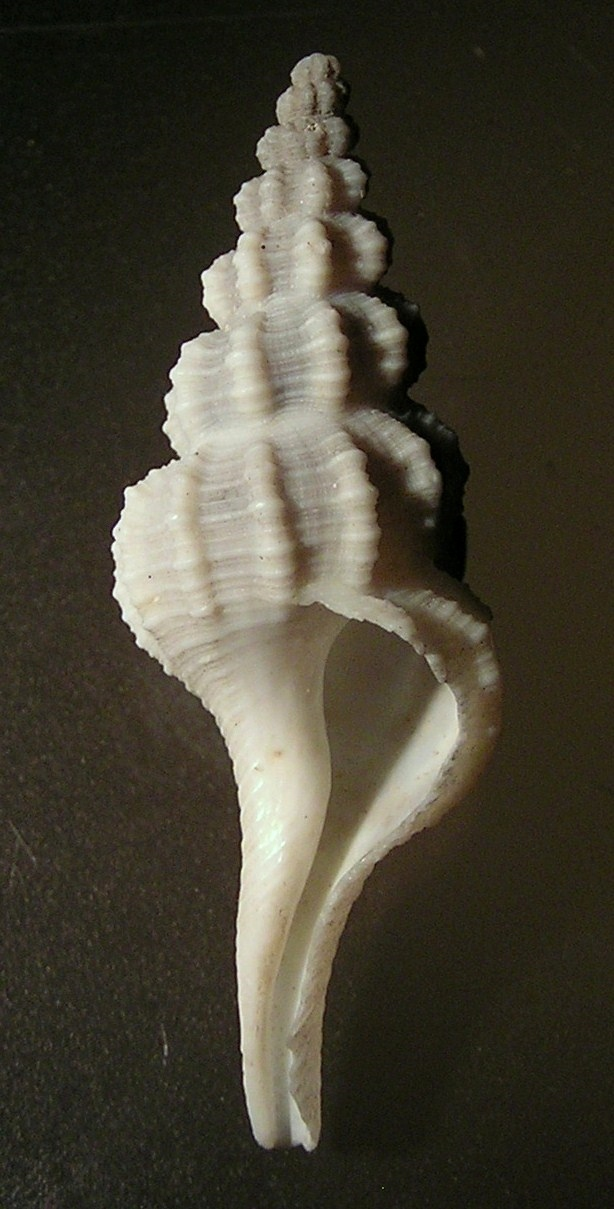
Fusinus inglorius

Muszle o kształcie wrzecionowatym, grubościenne, skrętka długa, wzniesiona, składająca się z wielu skrętów, na których znajduje się różnego rodzaju urzeźbienie: głównie rzędy guzków, linii spiralnych rowków. Rynna syfonalna długa, wrzeciono jest gładkie.

## Występowanie
Przedstawiciele rodzaju występują w litoralu mórz ciepłych, wśród skał, koralowców. Są drapieżnikami.

## Systematyka
Do rodzaju zaliczane są następujące gatunki:

- Fusinus aepynotus (Dall, 1889)
- Fusinus africanae (Barnard, 1959)
- Fusinus agadirensis Hadorn & Rolán, 1999
- Fusinus agatha (Simone & Abbate, 2005)
- Fusinus alcimus (Dall, 1889)
- Fusinus alcyoneum Hadorn & Fraussen, 2006
- Fusinus allyni J.H. McLean, 1970
- Fusinus amadeus Callomon & M.A. Snyder, 2008
- Fusinus amphiurgus (Dall, 1889)
- Fusinus annae M.A. Snyder, 1986
- Fusinus arabicus (Melvill, 1898)
- Fusinus articulatus (G.B. Sowerby II, 1880)
- Fusinus assimilis (A. Adams, 1856)
- Fusinus aurinodatus Stahlschmidt & W.G. Lyons, 2009
- Fusinus azzurrae T. Cossignani, 2023
- Fusinus barclayi (G.B. Sowerby III, 1894)
- Fusinus benthalis (Dall, 1889)
- Fusinus bifrons (Sturany, 1900)
- Fusinus blakensis Hadorn & B. Rogers, 2000
- Fusinus bondarevi Hadorn & Fraussen, 2024
- Fusinus boucheti Hadorn & Ryall, 1999
- Fusinus chocolatus (Okutani, 1983)
- Fusinus chuni (E. von Martens, 1904)
- Fusinus colombiensis M.A. Snyder & N.C. Snyder, 1999
- Fusinus colus (Linnaeus, 1758)
- Fusinus consetti (Iredale, 1929)
- Fusinus crassiplicatus Kira, 1959
- Fusinus cratis Kilburn, 1973
- Fusinus damasoi Petuch & Berschauer, 2016
- Fusinus diandraensis Goodwin & Kosuge, 2008
- Fusinus dilectus (A. Adams, 1856)
- Fusinus diminutus Dall, 1915
- Fusinus dovpeledi M.A. Snyder, 2002
- Fusinus elegans (Reeve, 1848)
- Fusinus emmae Callomon & M.A. Snyder, 2010
- Fusinus euekes Callomon & M.A. Snyder, 2017
- Fusinus ferrugineus (Kuroda & Habe, 1960)
- Fusinus flammulatus Lussi & Stahlschmidt, 2007
- Fusinus flavicomus Hadorn & Fraussen, 2006
- Fusinus forceps (Perry, 1811)
- Fusinus frausseni Thach, 2018
- Fusinus gallagheri Smythe & Chatfield, 1981
- Fusinus gemmuliferus Kira, 1959
- Fusinus gracillimus (A. Adams & Reeve, 1848)
- Fusinus halistreptus (Dall, 1889)
- Fusinus hartvigii (Shuttleworth, 1856)
- Fusinus harveyi Hadorn & B. Rogers, 2000
- Fusinus hayesi M.A. Snyder, 1996
- Fusinus hernandezi Hadorn & Rolán, 2009
- Fusinus humboldti Poorman, 1981
- Fusinus inglorius Hadorn & Fraussen, 2006
- Fusinus jasminae Hadorn, 1996
- Fusinus juliabrownae Callomon, M. A. Snyder & Noseworthy, 2009
- Fusinus laetus (G.B. Sowerby II, 1880)
- Fusinus laticlavius Callomon & M.A. Snyder, 2017
- Fusinus laviniae M.A. Snyder & Hadorn, 2006
- Fusinus lightbourni M.A. Snyder, 1984
- Fusinus longissimus (Gmelin, 1791)
- Fusinus magnapex Poorman, 1981
- Fusinus malhaensis Hadorn, Fraussen & Bondarev, 2001
- Fusinus marcusi Hadorn & B. Rogers, 2000
- Fusinus mariaodeteae Petuch & Berschauer, 2016
- Fusinus marisinicus Callomon & M.A. Snyder, 2009
- Fusinus meteoris Gofas, 2000
- Fusinus midwayensis Kosuge, 1979
- Fusinus multicarinatus (Lamarck, 1822)
- Fusinus nanus T. Cossignani & Rosado, 2022
- Fusinus nobilis (Reeve, 1847)
- Fusinus nodosoplicatus (Dunker, 1867)
- Fusinus pauciliratus (Shuto, 1962)
- Fusinus paulus Poorman, 1981
- Fusinus penioniformis Habe, 1970
- Fusinus percyanus (G.B. Sowerby II, 1880)
- Fusinus perplexus (A. Adams, 1864)
- Fusinus rogersi Hadorn, 1999
- Fusinus rushii (Dall, 1889)
- Fusinus salisburyi Fulton, 1930
- Fusinus sandvichensis (G.B. Sowerby II, 1880)
- Fusinus schrammi (Crosse, 1865)
- Fusinus sectus (Locard, 1897)
- Fusinus seriatus Callomon & M.A. Snyder, 2017
- Fusinus severnsi Goodwin & Kosuge, 2008
- Fusinus somaliensis Smythe & Chatfield, 1984
- Fusinus sonorae Poorman, 1981
- Fusinus stannum Callomon & M.A. Snyder, 2008
- Fusinus stanyi Swinnen & Fraussen, 2006
- Fusinus tenerifensis Hadorn & Rolán, 1999
- Fusinus teretron Callomon & M.A. Snyder, 2008
- Fusinus thielei (Schepman, 1911)
- Fusinus thompsoni Hadorn & B. Rogers, 2000
- Fusinus toreuma (Deshayes, 1843)
- Fusinus townsendi (Melvill, 1899)
- Fusinus transkeiensis Hadorn, 2000
- Fusinus vitreus Dall, 1927
- Fusinus wallacei Hadorn & Fraussen, 2006
- Fusinus zacae A.M. Strong & Hertlein, 1937
- Fusinus zebrinus (Odhner, 1923)

Opisano też gatunki wymarłe znane tylko ze szczątków kopalnych:

- Fusinus asper (J. Sowerby, 1821) †
- Fusinus bensoni R.S. Allan, 1926 †
- Fusinus clavilithoides Landau, Harzhauser, Büyükmeriç & Breitenberger, 2016 †
- Fusinus dictyotis (Tate, 1888) †
- Fusinus dilleri Hickman, 1980 †
- Fusinus doylei (Stilwell & Zinsmeister, 1992) †
- Fusinus dyki (K. Martin, 1884) †
- Fusinus eonodatus (Stilwell & Zinsmeister, 1992) †
- Fusinus gippslandicus (Tate, 1888) †
- Fusinus graciloaustralis Stilwell & Zinsmeister, 1992 †
- Fusinus henicus (Tate, 1889) †
- Fusinus ickeae (K. Martin, 1931) †
- Fusinus incilifer (K. Martin, 1931) †
- Fusinus menengtenganus (K. Martin, 1895) †
- Fusinus meredithae (Tenison Woods, 1876) †
- Fusinus nanggulanensis (K. Martin, 1914) †
- Fusinus rudis (R.A. Philippi, 1844) †
- Fusinus rugosus (Briart & Cornet, 1868) †
- Fusinus sculptilis (Tate, 1888) †
- Fusinus staadti Le Renard, 1994 †
- Fusinus suraknisos Stilwell & Zinsmeister, 1992 †
- Fusinus tangituensis (Marwick, 1926) †
- Fusinus timorensis (K. Martin, 1884) †
- Fusinus trivialis (Tate, 1899) †
- Fusinus ucalis H.E. Vokes, 1939 †
- Fusinus vitreoides (R.M. Johnston, 1880) †
- Fusinus waihaoicus Laws, 1935 †
- Fusinus watermani (M. Smith, 1936) †